# Declaração Americana dos Direitos e Deveres do Homem
A Declaração Americana dos Direitos e Deveres do Homem é uma declaração internacional aprovada em 1948 na IX Conferência Internacional Americana realizada em Bogotá, a mesma conferência em que foi criada a Organização dos Estados Americanos (OEA). Historicamente, este foi o primeiro instrumento internacional que declara direitos humanos, antecipando a Declaração Universal dos Direitos Humanos, aprovada seis meses depois. O valor jurídico da Declaração tem sido muito discutido, devido ao fato de que não forma parte da Carta da OEA e tampouco é considerada como tratado, pois, como outras declarações, é uma carta de intenções e não um instrumento que deve ser ratificado pelos Estados signatários. Alguns países, como a Argentina, a incluem na constituição, passando-lhe hierarquia constitucional.
Posteriormente, em 1969 se subscreve a Convenção Americana sobre Direitos Humanos (também conhecida como Pacto de San José de Costa Rica ou CADH) que entra em vigência em 1978 que estabelece o Sistema Interamericano de Proteção aos Direitos Humanos.

## Conteúdo
A Declaracão está antecedida por vários documentos e consta de um preâmbulo e dois capítulos; o primeiro dedicado aos direitos humanos e o segundo aos deveres e obrigações. No total, ela é integrada de 38 artigos.

### Considerações
As considerações não são parte da Declaracão, sendo que a antecedem, mas se reproduzem com a mesma e indicam os motivos a qual levaram a sanciona-la. Basicamente as considerações apontam à necessidade de que os direitos humanos não quedem apenas como normas submetidas ao direito interno de cada país, mas que se conformem como sistema de proteção internacional.

### Preâmbulo
O Preâmbulo começa com a frase «Todos os homens nascem livres e iguais em dignidade e direitos e, como são dotados pela natureza de razão e consciência, devem proceder fraternalmente uns para com os outros.» e estabelece princípios básicos referidos como direitos humanos, referidos aos deveres que ele convalescê e a seu sentido moral.

### Capítulo I: Direitos
Está integrada por 28 artigos, dedicados aos seguintes direitos:
- I: direito a vida, à liberdade, à segurança e integridade da pessoa.
- II: igualdade ante a Lei
- III: liberdade religiosa e de culto
- IV: liberdade de investigação, opinião, expressão e difusão
- V: proteção à honra, a reputação pessoal e a vida privada e familiar
- VI: a constituição e a proteção da família
- VII: de proteção à maternidade e a infância
- VIII: de residência e trânsito
- IX: Inviolabilidade do domicílio
- X: inviolabilidade e circulação da correspondência
- XI: preservação da saúde e do bem-estar
- XII: à educação
- XIII: aos benefícios da cultura
- XIV: ao trabalho e a um justo salário
- XV: ao descanso e a seu aproveitamento
- XVI: à previdência social
- XVII: reconhecimento da personalidade jurídica e dos direitos civis
- XVIII: de justiça
- XIX: de nacionalidade
- XX: de sufrágio e de participação no governo
- XXI: de reunião
- XXII: de associação
- XXIII: à propriedade
- XXIV: de petição
- XXV: proteção contra prisão arbitrária.
- XXVI: a processo regular
- XXVII: de asilo
- XXVIII: Alcance dos direitos do homem

### Capítulo II: Deveres
Está integrada por 11 artigos, dedicados aos seguintes deveres:
- XXIX: perante a sociedade
- XXX: para com os filhos e os pais
- XXXI: de instrução
- XXXII: de sufrágio
- XXXIII: de obediência à Lei
- XXXIV: de servir a coletividade e a nação
- XXXV: de assistência e previdência sociais
- XXXVI: de pagar impostos
- XXXVII: de trabalho
- XXXVIII: de se abster de atividades políticas em países estrangeiros
- XXXIX: de Tolerãncia